# پای دوشیزه
پای دوشیزه (نام علمی: Elaeocarpus calomala) نام یک گونه از سرده زیتون‌وش‌ها است.